# Portugalia na zimowych igrzyskach olimpijskich
Portugalia wystartowała po raz pierwszy na  zimowych IO w 1952 roku na igrzyskach w Oslo i od tamtej pory startowała jeszcze pięciokrotnie, ostatni raz w 2010 roku w Vancouver. Do tej pory reprezentacja Portugalii nie zdobyła żadnego medalu na ZIO.

## Klasyfikacja medalowa
| Olimpiada        | Złoto | Srebro | Brąz | Razem |
| ---------------- | ----- | ------ | ---- | ----- |
| 1952 Oslo        | 0     | 0      | 0    | 0     |
| 1988 Calgary     | 0     | 0      | 0    | 0     |
| 1994 Lillehammer | 0     | 0      | 0    | 0     |
| 1998 Nagano      | 0     | 0      | 0    | 0     |
| 2006 Turyn       | 0     | 0      | 0    | 0     |
| 2010 Vancouver   | 0     | 0      | 0    | 0     |
| Razem            | 0     | 0      | 0    | 0     |